# NGC 1044
NGC 1044 è una galassia lenticolare situata nella costellazione della Balena, a una distanza di circa 295 milioni di anni luce dalla nostra Via Lattea.

## Scoperta
La galassia è stata scoperta il 7 novembre 1784 dall'astronomo britannico di origine tedesca William Herschel.

## Descrizione

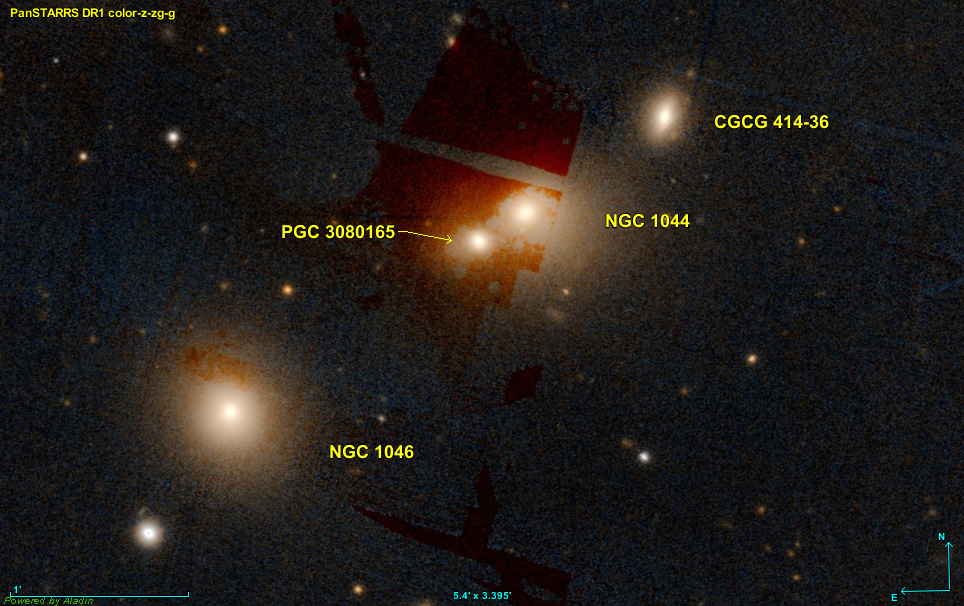
Le quattro galassie dell'immagine ripresa da Pan-STARRS (NGC 1044, NGC 1046, PGC 3080165 (NGC 1046 NED02) e CGCG 414-36.

Dato il valore della sua luminosità superficiale pari a 11,69, NGC 1044 può essere inclusa tra le galassie ad elevata luminosità superficiale. NGC 1044 presenta un getto che emette onde radio.
La piccola galassia posta a sud-est di NGC 1044 è designata come NGC 1044 NED02 dal database NASA/IPAC. Le due galassie formano probabilmente una coppia di galassie interagenti. Le quattro galassie che compaiono nell'immagine ripresa da Pan-STARRS (NGC 1044, NGC 1046, PGC 3080165 (NGC 1044 NED02) e CGCG 414-36, sono situate a distanze comprese tra 84,4 e 88,8 Mpc e formano probabilmente un gruppo di galassie, anche se l'esistenza di questo gruppo non viene citata in nessuna fonte.